# Dogs Are Everywhere
«Dogs Are Everywhere» es un sencillo no perteneciente a un álbum lanzado por la banda británica Pulp en 1986. La canción principal es una balada suave que recuerda al primer álbum de la banda, It, pero el lado B tiene un sonido más oscuro más cercano a lo que se convertiría en el próximo álbum de la banda, Freaks. Todas las canciones están incluidas en el álbum recopilatorio Masters of the Universe.
Andra Enthal en Spin describió las canciones como «tensas y envolventes, y escucharlas te deja exhausto».
Cocker escribió la canción Dogs Are Everywhere después de haber caído por una ventana lo que hizo que grabara en una silla de ruedas intentando cortejar con una chica. Durante su periodo en silla de ruedas Cocker le pidió un teclado a su madre pues era de los pocos instrumentos que no limitaban sus movimientos y ahí escribió Dogs Are Everywhere. La canción también está inspirada en las noches que Pulp tocaba Mansell y Senior orinaban y se drogaban además una noche robaron una cerveza a lo que Cocker declaró que de eso se trata Dogs Are Everywhere de esa actitud tan perruna y que sentían en todas partes.

## Lista de canciones
Todas las canciones escritas y compuestas por Jarvis Cocker, Candida Doyle, Peter Mansell y Russell Senior.
Lado A
1. "Dogs Are Everywhere" – 4:53
2. "The Mark of the Devil" – 4:35

Lado B
1. "97 Lovers" – 4:30
2. "Aborigine" – 4:53
3. "Goodnight" – 5:08

## Miembros de la banda
- Jarvis Cocker – Guitarra, voz
- Candida Doyle – Teclados
- Magnus Doyle – Batería
- Peter Mansell – Bajo
- Russell Senior – Guitarra, violín, bajo eléctrico